# Jonestown

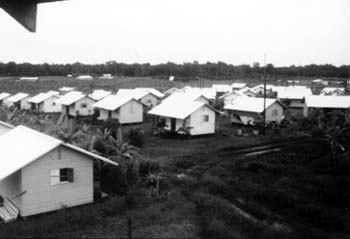
Jonestown 1979

Jonestown (eigentlich Peoples Temple Agricultural Project) war eine 1974 von Jim Jones, dem Führer des Peoples Temple, gegründete Siedlung im Nordwesten Guyanas, die am 18. November 1978 zum Schauplatz des Massenmordes und Massensuizides von 913 Anhängern Jones’ wurde.

## Vorgeschichte
Ende der 1950er Jahre gründete James „Jim“ Jones den Peoples Temple in Indianapolis, später zog er nach San Francisco. Von Beginn an wurde großer Wert darauf gelegt, dass die Gemeinde Schwarzen wie Weißen offenstand, was zu dieser Zeit in den USA noch nicht die Norm vieler religiöser Gruppen war. Daher zog die Gruppe überdurchschnittlich viele Afroamerikaner an.
Jones, der von allen als Dad oder Father („Papa“, „Vater“) angeredet wurde, war aufgrund seiner Erfahrungen aus Kindheit und Jugend mit Ausgrenzung und sozialer Isolation sehr vertraut. Er kannte deshalb das Bedürfnis von Außenseitern der amerikanischen Gesellschaft nach Zugehörigkeit und machte es sich zunutze. Die Gemeinde wuchs so auf über tausend Mitglieder an. Die Gemeinschaft wies totalitäre Strukturen auf, Jones herrschte uneingeschränkt. Abweichler wurden gedemütigt und misshandelt. Aussteiger berichteten von diesen Verhältnissen, sodass die Presse vermehrt über Jim Jones und den Peoples Temple berichtete. Jones erkannte, dass diese Berichte das Ende seiner Gemeinde bedeuten könnten, und beschloss, die USA mitsamt den Mitgliedern zu verlassen.

## Siedlung Jonestown
1974 pachtete Jim Jones ein 16 Quadratkilometer großes Grundstück von der guyanischen Regierung. Jones wählte Guyana, da dort Englisch die Amtssprache ist. Außerdem war Guyana bemüht, Siedler ins Land zu locken. Durch Brandrodung wurde der Regenwald auf dem Gebiet in Siedlungsland umgewandelt. Jones erklärte Jonestown zum „Gelobten Land“, in dem es, anders als in den USA, keine Rassendiskriminierung gebe und eine neue, sozialistische Gesellschaft entstehen könne. Zunächst war der Plan, die gesamte Anhängerschaft des Peoples Temple innerhalb von zehn Jahren umzusiedeln. Die gesamte Infrastruktur von Jonestown wurde von den Bewohnern erschaffen.

### Abriegelung
Die Siedlung war eine hermetisch von der Außenwelt abgeschlossene Gemeinde. Bewaffnete Wärter sorgten für eiserne Disziplin und verhinderten die Flucht der Bewohner. Kontakt zur Außenwelt gab es nicht; der Einzige, der Kontakt nach außen hatte, war Jim Jones, der frei darüber entschied, welche Informationen er den Bewohnern zukommen ließ.

### Lautsprechersystem
In Jonestown war ein Lautsprechersystem installiert, mit dem jeder Ort der Siedlung erreicht werden konnte. Jim Jones nutzte es, um Anweisungen auszusprechen oder seine Ideologie zu propagieren und die Bewohner mit teils bewusst falschen Informationen zu versorgen. Das Lautsprechersystem war immer in Betrieb; wenn Jones selbst nicht sprach, kam seine Stimme vom Band und wiederholte sich mantraartig.
Da es in Jonestown keine Radios, Zeitungen, Fernsehgeräte oder Telefone gab, war das Lautsprechersystem die einzige und total von Jones kontrollierte Informationsquelle für die Bewohner.
Mit Durchsagen wie „Die USA wollen alle Schwarzen binnen sechs Monaten ausweisen“ versuchte er, Angst und Hass gegenüber den USA zu erzeugen.

### Leben der Gemeinde in Jonestown
Da Jonestown sehr abgelegen lag, lebte die Gemeinschaft des Peoples Temple dort faktisch außerhalb jeglicher staatlicher Kontrolle, sodass ausschließlich Jim Jones über deren Schicksal entschied. Obgleich das Dorf den Mitgliedern des Peoples Temple als ihr Platz für eine bessere, utopische Zukunft versprochen worden war, waren die Lebensbedingungen dort aufgrund des Klimas und der Flora und Fauna sehr hart. Nahrungsmittel waren knapp, es herrschte ein strenges Arbeitsregime, Fieber- und Diarrhoe-Epidemien brachen aus. Jonestown war dafür ausgelegt, dass sich etwa 300 Bewohner selbst versorgen konnten. Mit steigender Bewohnerzahl wuchs die Nahrungsmittelknappheit. Unter Einsatz bewaffneter Wärter wurde eine strikte Disziplin aufrechterhalten. Es gab durchdachte Methoden zur Bespitzelung: Unter anderem wurden Kinder dazu ermutigt, ihre Eltern auszuhorchen und zu denunzieren. Angebliche Straftäter wurden in Käfige gesperrt oder mit Elektroschocks traktiert, potenzielle Abweichler stellte man mit Drogen ruhig. Wie schon in den USA kam es zu Misshandlungen, nur dass die Mitglieder in der Abgelegenheit Guyanas keine Möglichkeit hatten, den Peoples Temple zu verlassen oder Hilfe zu rufen. Auf diese Weise sollte Jones’ uneingeschränkte Herrschaft dauerhaft erhalten bleiben. Aber auch für den Fall, dass dies nicht mehr möglich sein sollte, war vorgesorgt – regelmäßig wurde der Massensuizid der Gemeinde in Form eines Loyalitätstests geübt. In den sogenannten „Weißen Nächten“ wurde Limonade getrunken, von der die Mitglieder nicht wussten, ob sie vergiftet war. In diesem Zusammenhang wurde berichtet, dass Jones dazu neigte, alle Dinge zunächst zu proben.
Die Bewohner von Jonestown waren überwiegend Afroamerikaner, 70 % wurden als Schwarze erfasst, 25 % als weiß, 3 % gelten als Angehöriger zweier Rassen und bei etwa 2 % der Bewohner konnte die Zugehörigkeit nicht ermittelt werden. 74 % waren weiblich, 26 % männlich. Die Führung der Gruppe setzte sich aus Weißen zusammen, unter Jones operierte ein Kreis von weißen Frauen, die das alltägliche Leben dominierten. Bemerkenswert ist der große Anteil von Kindern und Senioren. 379 waren unter 20, 186 über 60. Die Hälfte der Bewohner war also für landwirtschaftliche Arbeit unter tropischen Bedingungen nur eingeschränkt geeignet. Gerade die Seniorinnen waren aber für die Gemeinschaft von elementarer Bedeutung. Ihre Renten-Schecks waren die wichtigste Finanzquelle für die Gruppe.

## Zusammenbruch und Massensuizid
Am 17. November 1978 besuchte der US-Kongressabgeordnete Leo J. Ryan mit mehreren Beratern und Journalisten Jonestown, nachdem Bürger mehrfach berichtet hatten, dass Angehörige von ihnen gegen ihren Willen dort festgehalten würden. Jones versuchte alles, um die Besucher zu behindern und den Eindruck zu erwecken, es sei alles in Ordnung, was jedoch misslang. 16 Gemeindemitglieder gaben zu erkennen, dass sie Jonestown verlassen wollten, und baten Ryan, sie mitzunehmen. Nach einer Messerattacke auf Ryan wollte die Delegation mit den Sektenaussteigern abreisen. Kurz vor dem Abflug im 10 km entfernten Port Kaituma erschien jedoch eine bewaffnete Gruppe auf dem Flugplatz und griff das startbereite Flugzeug an, tötete Ryan, drei Journalisten, einen Kameramann und drei Abtrünnige, und verletzte elf weitere Menschen zum Teil schwer.
Noch am selben Tag wurden die Bewohner per Lautsprecher zusammengerufen. Jim Jones erklärte: „Wenn man uns nicht in Frieden leben lässt, so wollen wir jedenfalls in Frieden sterben. Der Tod ist nur der Übergang auf eine andere Ebene.“ In Pappbechern wurde ein mit Valium und Zyankali vermischter Saft an alle ausgeteilt. Einige versuchten zu fliehen; die meisten Flüchtlinge wurden von den Wachen erschossen, nur fünf entkamen. Jones starb durch einen Kopfschuss. Ob er sich selbst tötete, ist unbekannt. Insgesamt kamen 909 der 1110 Mitglieder, darunter 276 Kinder, ums Leben.
In den 1980er-Jahren wurde Jonestown von einem Feuer zerstört und anschließend durch natürlichen Bewuchs wieder zum Dschungel.

## Belege
1. ↑  Der Peoples Temple startete als sozialistische Sekte und endete im Massensuizid. 24. Juli 2023, abgerufen am 3. November 2023.
2. ↑   Jonestown – Todeswahn einer Sekte, TV-Dokumentation.
3. ↑  Rebecca Moore: An Update on the Demographics of Jonestown. San Diego State University, 20. Oktober 2017